# Grafické transformace
Grafické transformace jsou transformace používané při přípravě grafické scény v počítačové grafice. Transformace (zde reprezentované transformační maticí) jsou aplikovány na bod (reprezentovaný v homogenních souřadnicích) jako násobení matic. Transformace objektu je aplikace transformace na všechny jeho body.
Dále uvažujme dvojrozměrný prostor s počátkem v {\displaystyle [0,0]}, bod {\displaystyle \mathbf {P[X,Y]} } a bod {\displaystyle \mathbf {P'[X',Y']} }, který vznikl z {\displaystyle \mathbf {P} } aplikací transformace {\displaystyle \mathbf {T} }.
Transformace zde uvedené se ale nemusí používat jen v počítačové grafice.

## Homogenní souřadnice
Homogenní souřadnice umožňují reprezentovat veškeré grafické operace jako násobení matic. Rotaci a změnu měřítka ve 2D lze reprezentovat jako násobení {\displaystyle \mathbf {P} } maticí 2×2, translaci však nikoli, proto se zavádí třetí, homogenní, souřadnice.
{\displaystyle \mathbf {P} } v homogenních souřadnicích má souřadnice {\displaystyle [x,y,\omega ]} právě tehdy, když platí:
{\displaystyle X={\frac {x}{\omega }}}
{\displaystyle Y={\frac {y}{\omega }}}
Souřadnice {\displaystyle \omega } se nazývá váha bodu. {\displaystyle \omega } se často volí rovna 1.
Při zvoleném {\displaystyle \omega } jsou tedy homogenní souřadnice {\displaystyle \mathbf {P_{h}} =[\omega X,\omega Y,\omega ]^{T}}.

## Elementární transformace

### Rotace (otočení)
Rotací rozumíme otočení bodu kolem středu vztažné soustavy o daný úhel. Rotace je určena pouze úhlem {\displaystyle \alpha }.
{\displaystyle \mathbf {P'} =[X\cos(\alpha )-Y\sin(\alpha ),X\sin(\alpha )+Y\cos(\alpha )]^{T}}.
Transformační matice pro rotaci:
{\displaystyle \mathbf {R} ={\begin{pmatrix}\cos(\alpha )&-\sin(\alpha )&0\\\sin(\alpha )&\cos(\alpha )&0\\0&0&1\\\end{pmatrix}}}

### Scaling (změna měřítka)
Scaling je transformace změny měřítka. Je určena změnou velikosti podle souřadnicových os {\displaystyle [S_{x},S_{y}]}.
{\displaystyle \mathbf {P'} =[X*S_{x},Y*S_{y}]^{T}}.
Transformační matice pro změnu měřítka:
{\displaystyle \mathbf {S} ={\begin{pmatrix}S_{x}&0&0\\0&S_{y}&0\\0&0&1\\\end{pmatrix}}}
Jsou-li koeficienty {\displaystyle [S_{x},S_{y}]} záporné, dochází ke „změně měřítka v opačném směru“, tj. ke středové symetrii.
Pokud je {\displaystyle S_{x}=S_{y}}, je možné se stejným efektem použít matici
{\displaystyle \mathbf {S} ={\begin{pmatrix}1&0&0\\0&1&0\\0&0&S_{x}\\\end{pmatrix}}}
Tzn. nastavením homogenní souřadnice lze dosáhnout změny měřítka.

### Translace (posunutí)
Translace je transformace posunu. Je určena vektorem posunutí {\displaystyle {\vec {p}}=[p_{x},p_{y}]}, který udává, kterým směrem a jak daleko bude bod posunut. Tj. {\displaystyle \mathbf {P'} =P+{\vec {p}}}.
Transformační matice pro posun:
{\displaystyle \mathbf {T} ={\begin{pmatrix}1&0&P_{x}\\0&1&P_{y}\\0&0&1\\\end{pmatrix}}}

### Shear (zkosení)
Shear je transformace zkosení. Je určena mírou zkosení ve směrech souřadnicových os {\displaystyle [Z_{x},Z_{y}]}. {\displaystyle \mathbf {P'} =[X+Z_{x}Y,Y+Z_{y}X]^{T}}.
Transformační matice pro zkosení:
{\displaystyle \mathbf {SH} ={\begin{pmatrix}1&Z_{x}&0\\Z_{y}&1&0\\0&0&1\\\end{pmatrix}}}

## Skládání transformací
Transformace lze skládat do jediné matice postupným násobením elementárními transformacemi {\displaystyle \mathbf {A} }, což ve svých důsledcích vede na zrychlení vykreslování. Protože násobení matic není komutativní, záleží na pořadí, ve kterém se transformace provádějí. Násobení se provádí buďto jako {\displaystyle \mathbf {P'} =AP} nebo {\displaystyle \mathbf {P'} =P^{T}A^{T}}.

### Inverze
Pokud transformujeme nějaký bod {\displaystyle \mathbf {A} } transformační maticí {\displaystyle \mathbf {M} } na bod {\displaystyle \mathbf {B} }, lze tento bod transformovat zpět na bod {\displaystyle \mathbf {A} } vynásobením inverzní maticí {\displaystyle \mathbf {M} ^{-1}} (pokud existuje).
V případě, že {\displaystyle \mathbf {M} } je rotační matice, je matice k ní inverzní zároveň její transpozicí (kterou lze spočítat daleko rychleji). Inverzi translační matice dostaneme tak, že u této matice změníme znaménko u prvků nad hlavní diagonálou.

## Projekce (promítání)
Při zobrazování 3D objektů na 2D zařízení je třeba stanovit způsob, kterým se toto zobrazení provede. Tímto způsobem je projekce.
Dále uvažujme průmětnu jako rovinu danou rovnicí {\displaystyle Z=0}, tj. rovinu procházející bodem {\displaystyle [0,0,0]} a kolmou na osu {\displaystyle Z}. Projekce popisuje, kde paprsek (přímka pocházející {\displaystyle P} a průmětnou) protne průmětnu, tzn. který pixel na displeji se rozsvítí.
Projekci lze jako každou transformaci vyjádřit maticí. Tato bude přirozeně 4×4, neboť se jedná o 3D transformaci.

### Paralelní
Rovnoběžné promítání je de facto nárysem scény – dochází pouze k zanedbání souřadnice {\displaystyle Z}. Všechny paprsky svírají s průmětnou stejný úhel, obvykle {\displaystyle {\frac {\pi }{2}}}.
Transformační matice pro paralelní projekci:
{\displaystyle \mathbf {Pxy} ={\begin{pmatrix}1&0&0&0\\0&1&0&0\\0&0&0&0\\0&0&0&1\\\end{pmatrix}}}

### Perspektivní
Při středovém promítání jsou všechny paprsky svedeny do středu promítání – vzdálenější objekty se jeví menší, rovnoběžky se sbíhají. Podle toho, kolik souřadnicových os průmětna protíná, se rozlišují:
- Jednoúběžníková
- Dvouúběžníková
- Tříúběžníková

Pokud střed projekce je {\displaystyle S[0,0,0]}, a průmětna v rovině {\displaystyle XY} procházející bodem {\displaystyle [0,0,d]}, pak transformační matice pro perspektivní projekci je:
{\displaystyle \mathbf {Pxy} ={\begin{pmatrix}1&0&0&0\\0&1&0&0\\0&0&1&0\\0&0&{\frac {1}{d}}&0\\\end{pmatrix}}}